# جان كيمب
جان كيمب (بالإنجليزية: Jan Kemp) هو سياسي جنوب أفريقي، ولد في 10 يونيو 1872 في جنوب أفريقيا، وتوفي في 31 ديسمبر 1946 في جنوب أفريقيا. حزبياً، نشط في الحزب الوطني. وقد انتخب Minister of Agriculture, Forestry and Fisheries (South Africa) ‏.